# Ellen Stewart
Ellen Stewart (Alexandria, Luisiana, 7 de noviembre de 1919 - Nueva York, 13 de enero de 2011), también conocida como La Mama, fue una directora de teatro y productora estadounidense, fundadora del Club de teatro experimental La MaMa.

## Biografía
Después de muchos años trabajando en Nueva York como diseñadora de modas, a principios de los años 1960, creó la que probablemente sea más exitosa compañía de teatro Off-Off-Broadway. En las siguientes décadas se hizo famosa en el mundo entero, escribiendo y dirigiendo un ingreíble número de obras, exclusivamente basadas en música y danza, con artistas internacionales. Muchos actores famosos, directores y dramaturgos comenzaron sus carreras en La MaMa Experimental Theatre Club, como Robert De Niro, Al Pacino, Harvey Keitel, Danny DeVito, Diane Lane, Billy Crystal, Patti Smith, Nick Nolte, Sam Shepard, Andrei Şerban y Lanford Wilson.
En 2007 recibió el Praemium Imperiale en el campo del cine y el teatro.